# قضاء خليفان
قضاء خليفان هو تقسيم إداري في محافظة أربيل في العراق وتبعد بمسافة 48 كم عن مدينة أربيل.
كانت خليفان هي إحدى النواحي التابعة لقضاء سوران حتى 08 آب 2023 عندما استحدث القضاء.

## البلدات والقرى
تتبع القضاء ناحية واحدة هي سريشمه، كما تتبعها 54 قرية، ومن قراها:
| - كلكين - بنوكە - سيناوە - كورز - جونرە - كاني كولك - ليرمير - دربندوك - دشتيلوك - كاني وتمان - بركين - زاركلي - کنك - خلان - ساوا - رماويز | - دولتي سو - كونسيخور - جافركان - ھناري خوارو - ھناري سرو - ماندان - قمريان - رشكوم - زردكوم - ماويليان - سربردوك - ھروي - قسروك - بوركان - مارمن - دزە - جوله ميرك | - شرکان - آلانه - كرد توك - بناوي - شارسينە - تاراوە - سارتكە - أشكفتە - ھروتە كون - توتمرە - بلي خوارو - بلي سرو - كندور - تاريناني سرو - تاريناني خوارو - خندور - كورە شير - کانيرش - ملكان - بردوك - كاني باران |

- ملكان.